# Бари (Сомали)
Бари (сомал. Bari, араб. بري‎) — провинция в северной части Сомали. Административный центр — Босасо. Провинция граничит с провинциями Санаг и Соль на западе, с Нугаль на юге, с Аденским заливом не севере, и с Индийским океаном на востоке.  Большинство жителей региона относятся к субклану Маджертин клана Дарод; в провинции живут также представители других субкланов Дарода: Варсангали и Лелкасе.
Провинция входит в состав государства Пунтленд, которое позиционирует себя как автономное государственное образование в составе Сомали, подчинённое Федеральному правительству.
Бари сильно пострадал от цунами, вызванного в 2004 землетрясением в Индийском океане у берегов Суматры, Индонезия. Более ста человек погибли на полуострове Хафун и около прибрежного шоссе, связывающего Бари с остальными частями Сомали.
26 октября 2016 года боевики, связанные с ИГИЛ, заняли портовый город Кандала после короткой перестрелки с местным гарнизоном. Через два дня боевики покинули город по неясным причинам.

## Административные центры
По данным правительства Автономного макро-региона Пунтленде на северо-востоке Сомали, Бари делится на два административных центра: Бари на севере (со столицей Босасо) и Каркаар на юге (со столицей Гардо).

## Районы
В Бари существует восемь официальных округов:
1. Кармо
2. Балидхидхин
3. Босасо — столица Бари.
4. Гумбакс
5. Искушубан
6. Раса Бина
7. Гандала
8. Кардо

Также в Бари существуют области проживания племён, иногда также называемые районами, около следующих мест:
- Баргал или Bargal 11°17′00″ с. ш. 51°05′00″ в. д.HGЯO
- Код-дхехаад или Kob-dhehaad 10°36′ с. ш. 49°30′ в. д.HGЯO
- Рако или Rako 9°47′00″ с. ш. 49°44′00″ в. д.HGЯO
- Регион Уфаун или Ufayn 10°39′ с. ш. 49°45′ в. д.HGЯO
- Уахи или Uahie 10°01′00″ с. ш. 49°02′00″ в. д.HGЯO
- Хафун или Dante 10°25′00″ с. ш. 51°16′00″ в. д.HGЯO
- Гала-Гала или Galgala или Dante — находится недалеко от столицы региона Бари.